# Draga (Rijeka)
Draga je mjesni odbor grada Rijeke

## Zemljopis
Naselje Draga, površine 3,5 mil. m2, smjestilo se na istočnom dijelu grada Rijeke u udolini što se dužinom od oko četiri kilometra pruža od Sv. Ane i željezničkog nasipa na sjeverozapadu do Svetog Kuzma na jugoistoku. S jugozapadne ili “morske” strane Dragu okružuju strma brda Solin (242 m nadmorske visine) i Sv. Križ ili Vežica (231 m visine).
Na sjeveroistočnoj strani uzdiže se niz vrhova pod zajedničkim imenom Rebar (najviši vrh Točila – 359 m). 
Draga se sastoji od sedam manjih naselja. Počevši od najbližih Rijeci to su; Pod ohrušvom, Gušć, Tomasići, Orlići, Brig, Pelinova gora i Tijani.
Draška je dolina otvorena prema moru sutjeskom, uskim prostorom između Solina i Vežice po čemu je Draga i dobila ime. U stvaranju te sutjeske najvažniju ulogu imao je Draški potok i njegovo djelovanje na flišnom i vapnenastom tlu udoline omeđene karbonatskim stijenama i naslagama. Ovakav sastav tla omogućio je da se održi Draški potok koji je uz Rječinu jednini trajni vodotok na području grada Rijeke. Dolina je, posebno u svojem donjem dijelu obrasla šumom graba, jasena i hrasta, a vrh Solina gustom borovom šumom zasađenom krajem 19. stoljeća.
Zemljopisno prometne prednosti i značajke određivale su sudbinu ovog kraja od davnine do današnjeg dana. Draga se našla na trasi rimskih cesta i u to doba je kroz drašku dolinu vodila prometnica od Trsata prema Vinodolu i Senju. Smatra se da su i graditelji Karolinske ceste čiji je dio današnja glavna prometnica kroz Dragu koristili (1725. – 1736.) trasu stare rimske ceste.
Zbog prometne pogodnosti kroz drašku dolinu su i u najnovije vrijeme projektirane i sagrađene čak dvije državne prometnice (D8 i D404) čiji je međusobni spoj (čvor) sagrađen usred draške doline. Nažalost kako napredak i razvoj donose sa sobom i one lošije strane, izgradnja ovih visokofrekventnih prometnica u velikoj je mjeri zauvijek narušila ljepotu ove doline i uništila dio autohtone šume i druge vegetacije, te bogat i raznovrsni životinjski svijet.
Kroz Dragu prolazi i željeznička pruga Zagreb – Rijeka sagrađena 1873. godine. Gotovo stotinu godina Draga je imala željezničku postaju za putnički promet, ali je razvojem i modernizacijom cestovnog prometa prestala potreba za njom.

## Stanovništvo
U novije vrijeme u Dragi je izgrađeno mnogo novih kuća, pa danas tu živi 1684 stanovnika u cca. 600 domaćinstava.

## Vijeće mjesnog odbora
Vijeće mjesnog odbora sastoji se od pet članova s predsjednikom Boškom Slavićem (HDZ).

## Povijest
Draga je zbog brojnih izvora pitke vode (Javor, Vrulja, Vrutak, Jamica i Grmlje), bujne vegetacije i slikovitog vodotoka Draškog potoka uvijek bila privlačna za stanovanje i u prošlosti je bila jedno od najnaseljenijih mjesta u ovom kraju.
Draga bilježi znakove ljudskog obitavanja još u vrijeme ilirsko-keltskih plemena, posebno u doba Liburna. Na brdu Solin iznad Drage uočeni su tragovi antičkog gradinskog naselja Liburna. Kasnije su ta plemena potisnuta od rimskog imperija da bi zatim tijekom sedmog stoljeća ove krajeve naselili Hrvati.
Prvi pisani trag o Dragi potječe iz 1431. godine. Riječ je o darovnici kojom Martin Frankopan vlasnik najvećeg dijela tadašnjeg Vinodola, uključujući i Trsat, poklanja trsatskim franjevcima sjenokošu u Dragi. U to je doba područje Drage pripadalo bakarskoj gospoštiji kao dijelu Vinodolske župe, odnosno Frankopanskoj knežiji koja se protezala od Rječine do Povila kod Novog Vinodolskoga. U Dragi je bila međa između trsatske i bakarske gospoštije pa je to često bio povod njihovim međusobnim razmiricama.
Pod upravom, odnosno vlašću, bakarske gospoštije, kasnije bakarskog municipija, Draga je bila gotovo šest stoljeća. Vremenom je došlo do nezadovoljstva s upravom u Bakru, zbog lošeg, neracionalnog gospodarenja i različitih oblika nepravdi, stoga je 1874. godine došlo do razvrgnuća bakarskog municipija, a njegovi dotadašnji dijelovi postali su posebne općine, kao Kraljevica, Bakarac, Hreljin, Praputnjak, Krasica, Škrljevo, Draga, Kostrena, Trsat (sa Sušakom). Međutim, status Drage kao općine nije dugo potrajao jer je već 1876. pripojena Općini Trsat, odnosno kasnije Općini Sušak i do danas u sastavu Grada Rijeke.
Zbog višestoljetne pripadnosti bakarskoj gospoštini i municipiju, Dragu su nazivali “Bakarskom Dragom”. Taj naziv je izvjesno vrijeme bio zamijenjen imenom “Vlaška Draga” kada su ovamo doselili prebjezi iz pokorenog Klisa, nazvani vlasima. 
Danas Dragu najčešće nazivaju “Sušačkom Dragom”
Draga danas, kao dio grada Rijeke ima niz problema i potreba koji su specifični zbog njene razvučenosti, smještaja na strmim padinama, zgusnutost kuća u starim jezgrama, uskim prometnicama.

## Gospodarstvo
Nekad je Draga bila na glasu kao proizvođač dobrih vina, a dolina je u to doba bila ispunjena mnogobrojnim zasadima vinograda. Danas se još samo nekolicina mještana bavi tradicijskom proizvodnjom vina. 
Većina stanovnika uposlena je u riječkim tvrtkama. U Dragi postoji i nekoliko desetaka poduzetnika uglavno uslužne djelatnosti. Najzastupljenija je automobilska industrija tj. automehaničari, autolakireri, autolimari, te prodaja automobila.

## Spomenici i znamenitosti
- crkva sv. Sv. Antun opat[5]
- crkva sv. Jakova

Draga ima bogatu vjersku tradiciju, a njezine crkve, crkva sv. Antuna opata iz 1676. godine i crkva sv. Jakova iz 1464. godine (datiraju iz 15. i 17. stoljeća). Te građevine ujedno predstavljaju dio povijesne baštine ne samo Drage nego i cijelog ovog kraja. 
- spomenik žrtvama iz Drugog svjetskog rata - Izgrađen je 1954. u znak zahvalnosti i spomen na 69 palih dražana za slobodu protiv fašizma.

## Obrazovanje
- područna osnovna škola "Draga"

U Dragi je 1822. godine započela s radom prva privatna osnovna škola, a prva javna škola 1855. godine, no tek 1875. godine nastava se počinje odvijati u novoj školskoj zgradi tj. u današnjoj Područnoj školi "Draga".
Kao pisani spomenik o postojanju i radu škole svjedoče stari dnevnici i imenici, te razni drugi pisani materijali za koji su mnogi Dražani za vrijeme proslave jubilarne obljetnice pokazali veliko zanimanje. Od početka školske godine 1976., škola u Dragi vodi se kao Područna škola Osnovne škole "Vladimir Gortan". U Područnoj školi "Draga" odvija se nastava za učenike od 1. do 4. razreda.

## Kultura
- U Hrvatskom domu održavaju se kulturne manifestacije i obilježavaju svečanosti.
- U prostorijama "Draških maškara" šivaju se kostimi za "Riječki karneval"

## Šport
- Boćarski klub "Draga" - U sklopu Hrvatskog doma Draga nalazi se jog- (koji se preuređuje tijekom 2023.godine) na kojem se odvijaju treninzi i utakmice Boćarskog kluba "Draga".
- Kickboxing klub "Draga"

## Vanjske poveznice
- Službene stranice
- Interaktivni zemljovid MO Draga[neaktivna poveznica]